# Racopilum robustum
Racopilum robustum là một loài rêu trong họ Racopilaceae. Loài này được Hook. f. & Wilson mô tả khoa học đầu tiên năm 1854.